# Gabrielle (sångare)
Louisa Gabriella Bobb, född 19 juli 1969 i London, är en engelsk sångerska känd under artistnamnet Gabrielle.
Även om hennes riktiga namn är Louisa och Gabriella så kallar alla henne Louise och Gabrielle.

## Album
- 1993: Find Your Way
- 1996: Gabrielle
- 1999: Rise
- 2001: Dreams Can Come True, Greatest Hits Vol. 1
- 2004: Play to Win
- 2007: Always